# Ялаз, Тайяр
Тайяр Ялаз (тур. Tayyar Yalaz, 1901, Стамбул — 12 октября 1943) — турецкий борец классического стиля. Участник летних Олимпийских игр 1924 и 1928 годов.

## Биография
Тайяр Ялаз родился в 1901 году в османском городе Константинополь (сейчас Стамбул в Турции).
Начал заниматься классической борьбой во время учёбы в военной средней школе в Кулели. Был военнослужащим, дослужился до звания майора.
В 1924 году вошёл в состав сборной Турции на летних Олимпийских играх в Париже. Выступал в весовой категории до 75 кг. В первом раунде на 4-й минуте победил Эладио Видаля из Испании, во втором раунде на 13-й минуте — Эмиля Клоди из Франции, в третьем раунде проиграл решением судей Артуру Линдфорсу из Финляндии и выбыл из борьбы.
В 1928 году вошёл в состав сборной Турции на летних Олимпийских играх в Амстердаме. Выступал в весовой категории до 67,5 кг. В первом раунде победил решением судей Рышарда Блажицу из Польши, во втором раунде — Василиоса Павлидиса из Греции, в третьем раунде — Освальда Кяппа из Эстонии, в четвёртом раунде — Владимира Вавру из Чехословакии, в пятом раунде проиграл Эде Шперлингу из Германии, в шестом раунде — Лайошу Керестешу из Венгрии, заняв 4-е место.
С 1938 года был президентом Федерации борьбы Турции.
Умер 12 октября 1943 года.